# المحاسن والأضداد
المحاسن والأضداد كتاب أدبي صنّفه الأديب أبوعثمان الجاحظ وصاغه بأسلوب رصين يتحدث فيه عن محاسن الأشياء ومساوئها، بمختلف أشكالها مِن عادات وأفعال وسجايا وحقائق وأمور على الضدَين الحسنُ والسيئ. وقد استفتحه بالتذمر من حُسّاده الأدباء والعلماء الذين يعددون مثالب كُتبه، فإن هوَ نحلها لغيره من الكُتّاب الأولين كـابن المقفع وَالخليل فإنهم يُثنون عليها ويتدارسونها إعجاباً لما فيها، فيقول: 

## مضمون الكتاب وأسلوب المؤلف
فكرة الكتاب فرضت الاسلوب على الكاتب، حيث أن الكتاب عبارة عن نقولات قصصية من أحداث قديمة وحديثة استخدمها الجاحظ وصاغها بأسلوب هادئ يزخر بالمفردات والتراكيب ليُلائم الحكم والعِبر التي تملئ النقولات. وكان استخدام فكرة الشيء وضده قد أضفى شيء من السهولة والبساطة للكتاب، لأنه جعل معالم الكتاب واضحة، ولأنها أيضاً فكرة مُختلفة عما اعتاده القُرّاء في كُتب الأدب وغيره عدا مَن قام بتقليد الفكرة مِن بعده كـإبراهيم بن محمد البيهقي في كتابه الموسوم بـالمحاسن والمساوىء.
يحوي الكتاب قُرابة 36 زوج من المحاسن والأضداد (أي 72 موضوع) بالإضافة إلى 4 مواضيع تُخالف قاعدة الكتاب فليست من المحاسن ولا المساوئ!، وبالإضافة أيضا إلى 4 محاسن بلا أضداد. ويترواح طول الموضوع الواحد من الأربع إلى الثمان صفحات، وقليلا ما يشذ، والكتاب بأكمله يقع في 430 صفحة.
نماذج مِن المواضيع
- محاسن المخاطبات.
- مساوئ المخاطبات.
- محاسن الجواب.
- مساوئ الجواب.
- محاسن المشورة.
- مساوئ المشورة.
- محاسن الولايات.
- مساوئ الولايات.
- محاسن حب الوطن.
- مساوئ حب الوطن.
- محاسن الدهاء والحيل.
- مساوئ الحمق.
- محاسن الموت.
- مساوئ الموت.

## معرض الصور

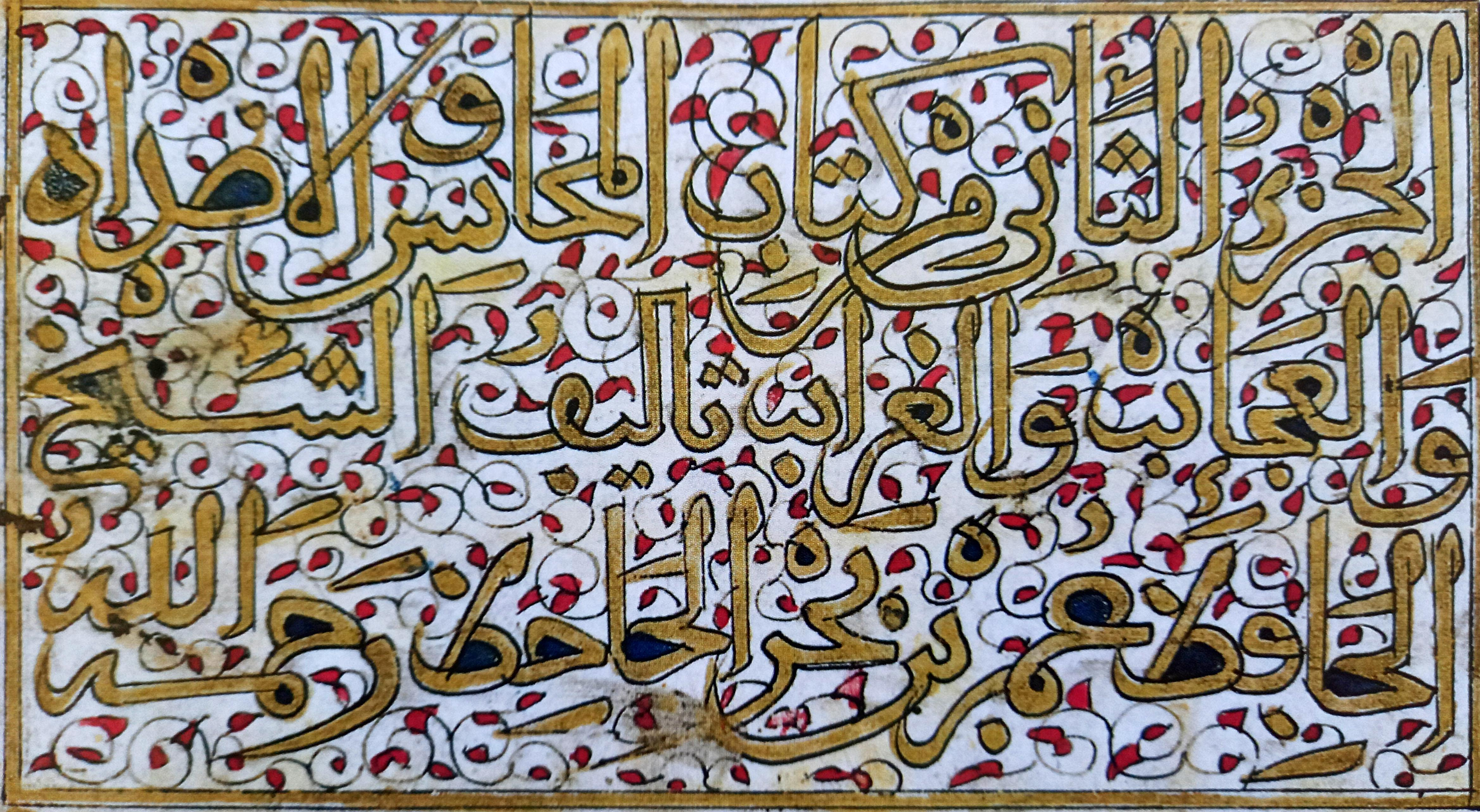
غلاف نسخة من القرن 18 للجزء الثاني من الكتاب

## وصلات خارجية
كتاب «المحاسن والأضداد» - الموسوعة الشاملة .